# Campeonato Nacional da 3.ª Divisão
O Campeonato Nacional da 3ª Divisão era o antigo Terceiro escalão do basquetebol de Portugal. Competição organizada pela Federação Portuguesa de Basquetebol. Começou a ser disputado todos os anos desde a época 1947/48 até 1992/93. Campeonato agora extinto.

## Campeonato Nacional da 3ª Divisão
| 1992/1993 | CAB Madeira                |
| 1991/1992 | AD Interbasket             |
| 1990/1991 | SA Dafundo                 |
| 1989/1990 | Física de Torres Vedras    |
| 1988/1989 | GD Joanita                 |
| 1987/1988 | Seixal FC                  |
| 1986/1987 | O Palmeiras                |
| 1985/1986 | GCD TAP                    |
| 1984/1985 | Sporting CP                |
| 1983/1984 | Faculdade de Ciencias      |
| 1982/1983 | Imortal DC                 |
| 1981/1982 | AD Oeiras                  |
| 1980/1981 | SC Figueirense             |
| 1979/1980 | AD Sanjoaense              |
| 1978/1979 | C D Os Olhanenses          |
| 1977/1978 | Leça FC                    |
| 1976/1977 | SL Oriental                |
| 1975/1976 | Estrelas de Alvalade       |
| 1974/1975 | C. Académico               |
| 1973/1974 | Académica da Amadora       |
| 1972/1973 | Académica de Santarém      |
| 1971/1972 | CA Queluz                  |
| 1970/1971 | SG Sacavenense             |
| 1969/1970 | Carnide Clube              |
| 1968/1969 | Guifoes SC                 |
| 1967/1968 | Académico FC               |
| 1966/1967 | Académico FC               |
| 1965/1966 | FC Gaia                    |
| 1964/1965 | Invicta BC                 |
| 1963/1964 | CDUL                       |
| 1962/1963 | CDUL                       |
| 1961/1962 | Salesianos                 |
| 1960/1961 | SC Rio Seco                |
| 1959/1960 | Ateneu Comercial de Lisboa |
| 1958/1959 | Não se realizou            |
| 1957/1958 | Não se realizou            |
| 1956/1957 | Não se realizou            |
| 1955/1956 | Não se realizou            |
| 1954/1955 | Não se realizou            |
| 1953/1954 | Não se realizou            |
| 1952/1953 | Não se realizou            |
| 1951/1952 | Não se realizou            |
| 1950/1951 | Não se realizou            |
| 1949/1950 | Ateneu Comercial de Lisboa |
| 1948/1949 | Académico FC               |
| 1947/1948 |                            |

### Títulos CN da 3ª Divisão
| Clube                      | Títulos | Época                     |
| -------------------------- | ------- | ------------------------- |
| Académico FC               | 3       | 1947/48; 1966/67; 1967/68 |
| Ateneu Comercial de Lisboa | 2       | 1948/49; 1959/60          |
| CDUL                       | 2       | 1962/63; 1963/64          |

Com apenas 1 Título conquistado: SC Rio Seco (1960/61); Salesianos (1961/62); Invicta BC (1964/65); FC Gaia (1965/66); Carnide Clube  (1969/70); SG Sacavenense (1970/71); CA Queluz (1971/72); Académica de Santarém (1972/73); Académica da Amadora (1973/74); Clube Académico  (1974/75); Estrelas de Alvalade (1975/76); SL Oriental (1976/77); Leça FC (1977/78); C D Os Olhanenses (1978/79); AD Sanjoaense (1979/80); SC Figueirense (1980/81); AD Oeiras (1981/82); Imortal DC (1982/83);  Faculdade de Ciencias (1983/84); Sporting CP (1984/85); GCD TAP (1985/86); O Palmeiras (1986/87); Seixal FC (1987/88); GD Joanita (1988/89); Física de Torres Vedras (1989/90); SA Dafundo (1990/91); AD Interbasket (1991/92); e CAB Madeira (1992/93).